# Firas Al-Buraikan
Firas Al-Buraikan (en arabe : فراس البريكان), né le 14 mai 2000 à Riyad en Arabie saoudite, est un footballeur international saoudien. Il évolue au poste d'avant-centre à Al-Ahli FC.

## Biographie

### En club
Né à Riyad en Arabie saoudite, Firas Al-Buraikan est formé par le club d'Al-Nassr, où il fait ses débuts en professionnel. Il joue son premier match lors d'une rencontre de championnat face à Al Ettifaq. Il est titularisé et son équipe s'impose par deux buts à un.
Le 8 juillet 2021, Firas Al-Buraikan s'engage en faveur d'Al-Fateh. Il joue son premier match sous ses nouvelles couleurs le 12 août 2021, lors de la première journée de la saison 2021-2022 face à Al Raed. Il est titulaire et son équipe est battue par un but à zéro. Le 26 mai 2022, Al-Buraikan se fait remarquer en réalisant un triplé contre le Damac FC. Ses trois buts permettent à son équipe de l'emporter (3-0 score final).
Le 3 septembre 2023, Firas Al-Buraikan rejoint le Al-Ahli FC. Il signe un contrat de cinq ans, soit jusqu'en juin 2028.
Il se fait remarquer le 26 septembre 2023 en réalisant son premier doublé pour le club, lors d'une rencontre de coupe d'Arabie saoudite face à Al-Aïn. Titulaire, il permet à son équipe de s'imposer par trois buts à deux.

### En sélection
Firas Al-Buraikan représente l'équipe d'Arabie saoudite des moins de 19 ans. Avec cette sélection il participe au championnat d'Asie des moins de 19 ans en 2018. Lors de cette compétition organisée en Indonésie, il joue cinq matchs dont deux comme titulaire. Il marque également un but, lors de la victoire de son équipe contre l'Australie en quarts de finale. L'Arabie saoudite remporte le tournoi en battant la Corée du Sud en finale (1-2).
Il dispute ensuite avec les moins de 20 ans la Coupe du monde des moins de 20 ans en 2019. Lors du mondial junior qui se déroule en Pologne, il joue trois matchs et marque deux buts. Avec un bilan de trois défaites en trois matchs, l'Arabie saoudite est éliminée dès le premier tour.
Firas Al-Buraikan honore sa première sélection avec l'équipe nationale d'Arabie saoudite le 10 octobre 2019 contre Singapour. Il entre en jeu à la place de Yahya al-Shehri et son équipe s'impose par trois buts à zéro.
Le 11 novembre 2022, il est sélectionné par Hervé Renard pour participer à la Coupe du monde 2022.

## Statistiques

### En club
| Saison                | Club                  | Championnat           | Championnat | Championnat | Championnat | Coupe(s) nationale(s) | Coupe(s) nationale(s) | Coupe(s) nationale(s) | Supercoupe | Supercoupe | Supercoupe | Compétition(s) continentale(s) | Compétition(s) continentale(s) | Compétition(s) continentale(s) | Compétition(s) continentale(s) | Total | Total | Total |
| Saison                | Club                  | Division              | M.          | B.          | P.d.        | M.                    | B.                    | P.d.                  | M.         | B.         | P.d.       | Comp.                          | M.                             | B.                             | P.d.                           | M.    | B.    | P.d.  |
| 2016-2017             | Al-Nassr FC           | Saudi Pro League      | 0           | 0           | 0           | -                     | -                     | -                     | -          | -          | -          | -                              | -                              | -                              | -                              | 0     | 0     | 0     |
| 2017-2018             | Al-Nassr FC           | Saudi Pro League      | 1           | 1           | 0           | 1                     | 0                     | 0                     | -          | -          | -          | -                              | -                              | -                              | -                              | 2     | 1     | 0     |
| 2018-2019             | Al-Nassr FC           | Saudi Pro League      | 4           | 0           | 0           | 2                     | 0                     | 1                     | -          | -          | -          | ACL                            | 7                              | 0                              | 2                              | 13    | 0     | 3     |
| 2019-2020             | Al-Nassr FC           | Saudi Pro League      | 9           | 1           | 0           | 1                     | 0                     | 0                     | -          | -          | -          | ACL                            | 6                              | 0                              | 0                              | 16    | 1     | 0     |
| 2020-2021             | Al-Nassr FC           | Saudi Pro League      | 14          | 2           | 0           | 1                     | 0                     | 0                     | 0          | 0          | 0          | -                              | -                              | -                              | -                              | 15    | 2     | 0     |
| Sous-total            | Sous-total            | Sous-total            | 28          | 4           | 0           | 5                     | 0                     | 1                     | 0          | 0          | 0          | -                              | 13                             | 0                              | 2                              | 46    | 4     | 3     |
| 2021-2022             | Al-Fateh SC           | Saudi Pro League      | 27          | 11          | 4           | 1                     | 0                     | 0                     | -          | -          | -          | -                              | -                              | -                              | -                              | 28    | 11    | 4     |
| 2022-2023             | Al-Fateh SC           | Saudi Pro League      | 30          | 17          | 4           | 2                     | 1                     | 0                     | -          | -          | -          | -                              | -                              | -                              | -                              | 32    | 18    | 4     |
| 2023-2024             | Al-Fateh SC           | Saudi Pro League      | 5           | 4           | 1           | -                     | -                     | -                     | -          | -          | -          | -                              | -                              | -                              | -                              | 5     | 4     | 1     |
| Sous-total            | Sous-total            | Sous-total            | 62          | 32          | 9           | 3                     | 1                     | 0                     | -          | -          | -          | -                              | -                              | -                              | -                              | 65    | 33    | 9     |
| 2023-2024             | Al-Ahli FC            | Saudi Pro League      | 27          | 13          | 7           | 2                     | 2                     | 0                     | -          | -          | -          | -                              | -                              | -                              | -                              | 29    | 15    | 7     |
| 2024-2025             | Al-Ahli FC            | Saudi Pro League      | 33          | 3           | 5           | 1                     | 0                     | 0                     | -          | -          | -          | ACL                            | 13                             | 4                              | 2                              | 47    | 7     | 7     |
| Sous-total            | Sous-total            | Sous-total            | 60          | 16          | 12          | 3                     | 2                     | 0                     | -          | -          | -          | -                              | 13                             | 4                              | 2                              | 76    | 22    | 14    |
| Total sur la carrière | Total sur la carrière | Total sur la carrière | 150         | 52          | 21          | 11                    | 3                     | 1                     | 0          | 0          | 0          | -                              | 26                             | 4                              | 4                              | 187   | 59    | 26    |

## Palmarès

### En club
- Al-Ahli FC (1) 
  - Ligue des champions de l’AFC (1)
    - Vainqueur : 2025.

### En sélection nationale
Arabie saoudite
- Championnat d'Asie -19 ans (1) :
  - Vainqueur : 2018.